# اتو شرایر
اتو شرایر (به آلمانی: Otto Schreier) (زاده ۳ مارس ۱۹۰۱ در وین-درگذشته ۲ ژوئن ۱۹۲۹ در هامبورگ) ریاضیدان اهل اتریش بود.

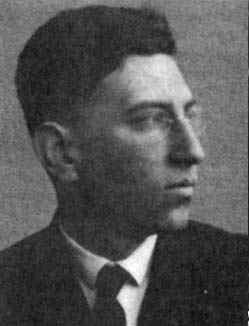
اتو شرایر

شرایر از سال ۱۹۲۰ در دانشگاه وین آغاز به تحصیل کرد و در سال ۱۹۲۳ زیر سرپرستی فیلیپ فورتوِنگلر درجه دکتری ریاضی را با رساله ای با نام «درباره توسیع گروهها» به دست آورد. سپس در نزد امیل آرتین در دانشگاه هامبورگ درجه شایستگی را کسب نمود. سپس به استادی دانشگاه روستوک رسید. شرایر با تشویق کورت رایدمایستر به نظریه گروهها دلبسته شد و کارهای ماکس دن در این زمینه را مورد مطالعه قرار داد. وی در سال ۱۹۲۷ ثابت نمود که گروه بنیادی گروههای کلاسیک لی گروهی آبلی است. او همچنین قضیه ژردان-هولدر را ارتقا داد و نیز در هامبورگ با همکاری امیل آرتین قضیه نامبردار به آرتین-شرایر را به اثبات رساند.
امانوئل اشپرنر در سال ۱۹۲۸ در هامبورگ با سرپرستی شرایر درجه دکتری را دریافت نمود.